# 伊藤宗看 (初代)
初代伊藤宗看(しょだい いとう そうかん、1618年(元和4年) - 1694年12月22日(元禄7年11月6日))は将棋指し、三世名人。

## 経歴
出雲国出身。二世名人大橋宗古 (二代)の娘婿であり、宗古の計らいによって、新しい家元、伊藤家を興す(寛永12年)。このとき、宗看18歳であった。
しかし、その新家元に敵対する本因坊系の棋士は次々に対局を申し込む。宗看はそれらを受けてたち、松本紹尊(寛永14年)などとにいずれも勝ち越し、新家元、伊藤家の権威を確実なものとした。その中でも有名なのが「是安吐血の局」である(後述)。
これを認められ1654年(承応3年)先の名人、宗古の死により、三世名人を襲位した。ときに宗看37歳であった。
生前の1691年、実子の五代宗桂に名人をゆずった。
寛文2年（1662年）、将棋は寺社奉行管轄となり、幕府は大橋本家、伊藤家に京都から江戸への引っ越しを命じた。

## 詰将棋
宗看の詰将棋百番「象戯図式」(俗称：将棋駒競)は1649年(慶安2年)に献上された。これにより、八段に昇り、次期名人と目された者が名人襲位前に詰将棋を献上するしきたりはここから始まった。また、詰将棋の手余り（詰みの局面で持ち駒が余る）を廃した。

## 是安吐血の局
檜垣是安と伊藤宗看の対局であるが、角落ちと香落ちの二番勝負だった。が、どちらを先に指すか規定もなく、仕方がなく振り駒で決めたという。これが今の振り駒の始まりであるとされる。
これによって、始まった二番勝負だったが、最初は右香落ちの対局。宗看の必勝の手合割であったが、結果は是安の勝利。家元の権威を守らんと、次局、背水の陣で挑む事になる。
角落ちで望む二番目は、鬼気迫る終盤戦の末、宗看の勝利。これによって、精気を使い果たしたか是安は吐血して死んだとされるが、実際にはこの対局の七年後に是安の棋譜が残っている。